# Ручей (деревня, Тверская область)
 Ручей  — деревня в Лесном муниципальном округе Тверской области.

## География
Находится в северо-восточной части Тверской области на расстоянии приблизительно 14 км по прямой на север по прямой от районного центра села Лесного.

## История
Деревня была отмечена уже только на карте 1983 года. До 2019 года входила в состав ныне упразднённого Бохтовского сельского поселения.

## Население
Численность населения: 19 человек (русские 100 %) в 2002 году, 17 в 2010.